# سليم بطي
سليم بطي أديب وكاتب لبناني ولد في بيروت عام 1987. صدر له في بيروت رواية لن أغادر منزلي ورواية فونوغراف عمل في منظّمة MCC لدعم اللاجئيين العراقيين والسوريين في شمال أميركا. ساهم في حملات توعية عديدة ضد الجندرة وحاضر في حقوق الإنسان والمرأة والطفل. صدر له عن الجامعة المفتوحة للدومينيكان حيث حاضر في الأدب الإنجليزي كُتيّب بعنوان مشكلات الترجمة العلميّة.

## حياته
ولد سليم بطّي في بلدة تنورين في شمال لبنان وبعدها غادر إثر الحرب الأهلية اللبنانية إلى لندن وأكمل دراسته في مدرسة بيدفورد الداخلية حتى تخرجه منها في عام 2004. أكمل دراسته الجامعية في اللسانيات اللغوية في لندن وغادر بعدها إلى دبي لدراسة الأدب العربي. في عام 2016 هاجر إلى كندا وبدأ دراسة النقد الأدبي هناك.

## أعماله
- ضجيج (مقالات 2009)
- مشكلات الترجمة الأدبية (دراسة 2011)
- علم الدلالة في الترجمة العلمية (دراسة 2012)
- رواية لن أغادر منزلي (2017)
- رواية فونوغراف (2018)
- ثوب حداد ملون (2019)[6]